# 손 다이조
손 다이조 (孫泰藏, そん たいぞう, 한국 이름：손태장, 1972년 9월 29일 출생)는 일본의 기업인이며, 2015년 미스트엘토 (Mistletoe) 주식회사의 대표이사 및 사장, 겅호 온라인 엔터테인먼트 주식회사의 창업자, 대표이사, 회장직을 역임했다. 도쿄 대학 대학원 경제학 연구과 · 경제학부를 졸업했으며, 형인 손 마사요시는 소프트뱅크 그룹의 창업자이다.

## 생애
사가현 도스시 출신으로, 쿠루메 대학 부설 중학교·고등학교를 졸업했다. 도쿄대학 대학원 경제학연구과·경제학부 재학 중이던 1996년, 야후 재팬의 컨텐츠 개발의 총괄자로서 크게 공헌해, 대표이사로 취임했다.그 후, 야후 재팬의 운영 및 콘텐츠 제작을 지원하는 인디고 주식회사를 설립하여, 애플리케이션 서비스 프로바이더나 시스템 인테그레이션 등, 인터넷 관련 비즈니스를 다루게 된다.
1998년 겅호 온라인 엔터테인먼트 주식회사의 전신이 되는 온세일 주식회사의 설립에 참가해, 대표이사로 취임한다.
2002년에 현행 사명으로 변경함과 동시에,  한국 내 게임사인 그래비티 (Gravity)사로부터 라그나로크 온라인의 일본 내 운영권을 획득하여 PC온라인게임운영사업을 개시한다. 2012년 2월에 발매한 스마트폰 및 태블릿용 앱인 "퍼즐&드래곤즈" 는 이 회사의 실적에 크게 기여하여 2013년 시가총액이 한때 1조엔을 돌파하였다.
2009년 본격적인 스타트업 지원을 시작하기 위해 모비디아 재팬 주식회사를 설립해 대표이사 CEO로 취임한다. 스타트 업 기업 투자 및 육성하는 시드 액셀러레이터 부문을 설치하고 수많은 스타트 업 기업을 배출했다. 또한 2014년 6월부로 모비디아 재팬의 시드 액셀러레이션 프로그램은 종료되었으며, 모비디아 재팬의 투자 기능은 벤처 캐피털 펀드인 지뉴인 스타트업 (Genuine Startups)으로 독립했다.
2013년 시드 액셀러레이션에서 발을 들여 더욱 광범위한 스타트업 지원을 실시하기 위해 미스트엘토 (Mistletoe) 주식회사를 설립했다. 이 회사는 IoT스타트 업 육성하는 주식 회사 ABBALab과 인더스트리얼 디자이너의 창업 교육을 실시하는 기우다 (GEUDA) 일반 사단 법인 등의 수많은 기업가 및 스타트업 육성 활동 지원, 스타트업 커뮤니티의 구축, 일본 내외의 스타트업 기업의 출자 및 육성 및 독립 벤처 캐피털 펀드로의 출자 등의 형성·발전에 기여하고 있다.

## 같이 보기
- 손정의 - 형제